# Puchar Świata w saneczkarstwie 2023/2024
Puchar Świata w saneczkarstwie 2023/2024 – 47. sezon Pucharu Świata w saneczkarstwie. Rywalizacja rozpoczęła się 8 grudnia 2023 roku w Lake Placid. Ostatnie zawody z tego cyklu zostały rozegrane 3 marca 2024 roku na torze w łotewskiej Siguldzie.
Rozegrane zostały 54 konkursy: po 9 konkursów indywidualnych (w formule klasycznej) kobiet, mężczyzn oraz dwójek, po 3 zawody sprinterskie kobiet, mężczyzn oraz dwójek, a także 6 zawodów sztafet mieszanych.
Podczas sezonu 2023/2024 odbyły się dwie imprezy, na których rozdane zostały medale. Podczas zawodów Pucharu Świata w austriackim Igls odbyły się jednocześnie mistrzostwa Europy, natomiast główną imprezą tego sezonu były rozegrane pod koniec stycznia mistrzostwa świata w niemieckim Altenbergu.

## Kalendarz Pucharu Świata
| Lp. | Data                | Miejscowość | Konkurencja                                  | 1. miejsce | 2. miejsce                                                                                                  | 3. miejsce |
| --- | ------------------- | ----------- | -------------------------------------------- | --- | --- | --- |
| 1.  | 8–9 grudnia 2023    | Lake Placid | Jedynki kobiet                               | Madeleine Egle                                                                                                  | Julia Taubitz                                                                                               | Summer Britcher |
| 1.  | 8–9 grudnia 2023    | Lake Placid | Sprint kobiet                                | Julia Taubitz                                                                                                   | Ashley Farquharson                                                                                          | Emily Sweeney |
| 1.  | 8–9 grudnia 2023    | Lake Placid | Jedynki mężczyzn                             | Max Langenhan                                                                                                   | Jonas Müller                                                                                                | Nico Gleirscher |
| 1.  | 8–9 grudnia 2023    | Lake Placid | Sprint mężczyzn                              | Max Langenhan                                                                                                   | Felix Loch                                                                                                  | Nico Gleirscher |
| 1.  | 8–9 grudnia 2023    | Lake Placid | Dwójki kobiet                                | Austria Selina Egle · Lara Kipp                                                                                 | Niemcy Dajana Eitberger · Saskia Schirmer                                                                   | Włochy Andrea Vötter · Marion Oberhofer |
| 1.  | 8–9 grudnia 2023    | Lake Placid | Sprint dwójek kobiet                         | Austria Selina Egle · Lara Kipp                                                                                 | Stany Zjednoczone Chevonne Forgan · Sophia Kirkby                                                           | Niemcy Dajana Eitberger · Saskia Schirmer                                                                                                  |
| 1.  | 8–9 grudnia 2023    | Lake Placid | Dwójki mężczyzn                              | Stany Zjednoczone Zachary DiGregorio · Sean Hollander                                                           | Austria Thomas Steu · Wolfgang Kindl                                                                        | Austria Juri Gatt · Riccardo Schöpf |
| 1.  | 8–9 grudnia 2023    | Lake Placid | Sprint dwójek mężczyzn                       | Łotwa Mārtiņš Bots · Roberts Plūme                                                                              | Austria Thomas Steu · Wolfgang Kindl                                                                        | Niemcy Tobias Wendl · Tobias Arlt |
| 2.  | 15–16 grudnia 2023  | Whistler    | Jedynki kobiet                               | Julia Taubitz                                                                                                   | Anna Berreiter                                                                                              | Merle Fräbel |
| 2.  | 15–16 grudnia 2023  | Whistler    | Jedynki mężczyzn                             | Max Langenhan                                                                                                   | Jonas Müller                                                                                                | Kristers Aparjods |
| 2.  | 15–16 grudnia 2023  | Whistler    | Dwójki kobiet                                | Niemcy Jessica Degenhardt · Cheyenne Rosenthal                                                                  | Niemcy Dajana Eitberger · Saskia Schirmer                                                                   | Włochy Andrea Vötter · Marion Oberhofer |
| 2.  | 15–16 grudnia 2023  | Whistler    | Dwójki mężczyzn                              | Niemcy Tobias Wendl · Tobias Arlt                                                                               | Austria Thomas Steu · Wolfgang Kindl                                                                        | Niemcy Hannes Orlamuender · Paul Gubitz |
| 2.  | 15–16 grudnia 2023  | Whistler    | Sztafeta mieszana                            | Niemcy Julia Taubitz · Tobias Wendl · Tobias Arlt · Max Langenhan · Jessica Degenhardt · Cheyenne Rosenthal     | Austria Madeleine Egle · Thomas Steu · Wolfgang Kindl · Jonas Müller · Selina Egle · Lara Kipp              | Stany Zjednoczone Emily Sweeney · Zachary DiGregorio · Sean Hollander · Tucker West · Chevonne Forgan · Sophia Kirkby                      |
| 3.  | 6–7 styczeń 2024    | Winterberg  | Jedynki kobiet                               | Madeleine Egle                                                                                                  | Julia Taubitz                                                                                               | Hannah Prock |
| 3.  | 6–7 styczeń 2024    | Winterberg  | Jedynki mężczyzn                             | Max Langenhan                                                                                                   | Dominik Fischnaller                                                                                         | Kristers Aparjods |
| 3.  | 6–7 styczeń 2024    | Winterberg  | Dwójki kobiet                                | Niemcy Jessica Degenhardt · Cheyenne Rosenthal                                                                  | Włochy Andrea Vötter · Marion Oberhofer                                                                     | Austria Selina Egle · Lara Kipp |
| 3.  | 6–7 styczeń 2024    | Winterberg  | Dwójki mężczyzn                              | Austria Juri Gatt · Riccardo Schöpf                                                                             | Niemcy Tobias Wendl · Tobias Arlt                                                                           | Niemcy Hannes Orlamuender · Paul Gubitz |
| 3.  | 6–7 styczeń 2024    | Winterberg  | Sztafeta mieszana                            | Niemcy Anna Berreiter · Tobias Wendl · Tobias Arlt · Max Langenhan · Jessica Degenhardt · Cheyenne Rosenthal    | Austria Hannah Prock · Juri Gatt · Riccardo Schöpf · Jonas Müller · Selina Egle · Lara Kipp                 | Stany Zjednoczone Ashley Farquharson · Zachary DiGregorio · Sean Hollander · Jonathan Gustafson · Chevonne Forgan · Sophia Kirkby          |
| 4.  | 13–14 stycznia 2024 | Igls        | Jedynki kobiet                               | Madeleine Egle                                                                                                  | Julia Taubitz                                                                                               | Anna Berreiter |
| 4.  | 13–14 stycznia 2024 | Igls        | Jedynki mężczyzn                             | Jonas Müller | Nico Gleirscher                                                                                             | Max Langenhan |
| 4.  | 13–14 stycznia 2024 | Igls        | Dwójki kobiet                                | Niemcy Jessica Degenhardt · Cheyenne Rosenthal                                                                  | Włochy Andrea Vötter · Marion Oberhofer                                                                     | Stany Zjednoczone Chevonne Forgan · Sophia Kirkby                                                                                          |
| 4.  | 13–14 stycznia 2024 | Igls        | Dwójki mężczyzn                              | Austria Thomas Steu · Wolfgang Kindl                                                                            | Łotwa Mārtiņš Bots · Roberts Plūme                                                                          | Niemcy Tobias Wendl · Tobias Arlt |
| 4.  | 13–14 stycznia 2024 | Igls        | Sztafeta mieszana                            | Austria Madeleine Egle · Thomas Steu · Wolfgang Kindl · Jonas Müller · Selina Egle · Lara Kipp                  | Niemcy Julia Taubitz · Tobias Wendl · Tobias Arlt · Max Langenhan · Jessica Degenhardt · Cheyenne Rosenthal | Włochy Verena Hofer · Emanuel Rieder · Simon Kainzwaldner · Dominik Fischnaller · Andrea Vötter · Marion Oberhofer                         |
| ME  | 13–14 stycznia 2024 | Igls        | 55. Mistrzostwa Europy w Saneczkarstwie 2024 | 55. Mistrzostwa Europy w Saneczkarstwie 2024                                                                    | 55. Mistrzostwa Europy w Saneczkarstwie 2024                                                                | 55. Mistrzostwa Europy w Saneczkarstwie 2024                                                                                               |
| MŚ  | 26–28 stycznia 2024 | Altenberg   | 52. Mistrzostwa Świata w Saneczkarstwie 2024 | 52. Mistrzostwa Świata w Saneczkarstwie 2024                                                                    | 52. Mistrzostwa Świata w Saneczkarstwie 2024                                                                | 52. Mistrzostwa Świata w Saneczkarstwie 2024                                                                                               |
| 5.  | 3–4 lutego 2024     | Altenberg   | Jedynki kobiet                               | Julia Taubitz                                                                                                   | Elīna Ieva Vītola                                                                                           | Lisa Schulte |
| 5.  | 3–4 lutego 2024     | Altenberg   | Jedynki mężczyzn                             | Max Langenhan                                                                                                   | David Gleirscher                                                                                            | Kristers Aparjods |
| 5.  | 3–4 lutego 2024     | Altenberg   | Dwójki kobiet                                | Włochy Andrea Vötter · Marion Oberhofer                                                                         | Łotwa Anda Upīte · Kitija Bogdanova                                                                         | Niemcy Dajana Eitberger · Saskia Schirmer                                                                                                  |
| 5.  | 3–4 lutego 2024     | Altenberg   | Dwójki mężczyzn                              | Austria Juri Gatt · Riccardo Schöpf                                                                             | Austria Thomas Steu · Wolfgang Kindl                                                                        | Włochy Emanuel Rieder · Simon Kainzwaldner                                                                                                 |
| 5.  | 3–4 lutego 2024     | Altenberg   | Sztafeta mieszana                            | Łotwa Elīna Ieva Vītola · Mārtiņš Bots · Roberts Plūme · Kristers Aparjods · Anda Upīte · Kitija Bogdanova      | Stany Zjednoczone Emily Sweeney · Dana Kellogg · Frank Ike · Tucker West · Chevonne Forgan · Sophia Kirkby  | Rumunia Ioana-Corina Buzatoiu · Tudor-Ștefan Handaric · Sebastian Motzca · Valentin Crețu · Raluca Strămăturaru · Mihaela-Carmen Manolescu |
| 6.  | 10–11 lutego 2024   | Oberhof     | Jedynki kobiet                               | Merle Fräbel | Madeleine Egle                                                                                              | Julia Taubitz |
| 6.  | 10–11 lutego 2024   | Oberhof     | Jedynki mężczyzn                             | Kristers Aparjods                                                                                               | Max Langenhan                                                                                               | David Gleirscher |
| 6.  | 10–11 lutego 2024   | Oberhof     | Dwójki kobiet                                | Niemcy Jessica Degenhardt · Cheyenne Rosenthal                                                                  | Włochy Andrea Vötter · Marion Oberhofer                                                                     | Austria Selina Egle · Lara Kipp |
| 6.  | 10–11 lutego 2024   | Oberhof     | Dwójki mężczyzn                              | Austria Thomas Steu · Wolfgang Kindl                                                                            | Niemcy Hannes Orlamuender · Paul Gubitz                                                                     | Niemcy Tobias Wendl · Tobias Arlt |
| 6.  | 10–11 lutego 2024   | Oberhof     | Sztafeta mieszana                            | Niemcy Merle Fräbel · Hannes Orlamünder · Paul Gubitz · Max Langenhan · Jessica Degenhardt · Cheyenne Rosenthal | Łotwa Kendija Aparjode · Mārtiņš Bots · Roberts Plūme · Kristers Aparjods · Anda Upīte · Kitija Bogdanova   | Austria Madeleine Egle · Thomas Steu · Wolfgang Kindl · David Gleirscher · Selina Egle · Lara Kipp                                         |
| 7.  | 17–18 lutego 2024   | Oberhof     | Jedynki kobiet                               | Julia Taubitz                                                                                                   | Anna Berreiter                                                                                              | Madeleine Egle |
| 7.  | 17–18 lutego 2024   | Oberhof     | Sprint kobiet                                | Julia Taubitz                                                                                                   | Natalie Maag                                                                                                | Anna Berreiter |
| 7.  | 17–18 lutego 2024   | Oberhof     | Jedynki mężczyzn                             | Jonas Müller | Max Langenhan                                                                                               | Felix Loch |
| 7.  | 17–18 lutego 2024   | Oberhof     | Sprint mężczyzn                              | Max Langenhan                                                                                                   | Jonas Müller                                                                                                | Wolfgang Kindl |
| 7.  | 17–18 lutego 2024   | Oberhof     | Dwójki kobiet                                | Niemcy Dajana Eitberger · Saskia Schirmer                                                                       | Włochy Andrea Vötter · Marion Oberhofer                                                                     | Niemcy Jessica Degenhardt · Cheyenne Rosenthal                                                                                             |
| 7.  | 17–18 lutego 2024   | Oberhof     | Sprint dwójek kobiet                         | Austria Selina Egle · Lara Kipp                                                                                 | Niemcy Dajana Eitberger · Saskia Schirmer                                                                   | Włochy Andrea Vötter · Marion Oberhofer |
| 7.  | 17–18 lutego 2024   | Oberhof     | Dwójki mężczyzn                              | Austria Thomas Steu · Wolfgang Kindl                                                                            | Niemcy Tobias Wendl · Tobias Arlt                                                                           | Niemcy Hannes Orlamuender · Paul Gubitz |
| 7.  | 17–18 lutego 2024   | Oberhof     | Sprint dwójek mężczyzn                       | Niemcy Hannes Orlamuender · Paul Gubitz                                                                         | Austria Thomas Steu · Wolfgang Kindl                                                                        | Niemcy Tobias Wendl · Tobias Arlt |
| 8.  | 24–25 lutego 2024   | Sigulda     | Jedynki kobiet                               | Anna Berreiter                                                                                                  | Elīna Ieva Vītola                                                                                           | Julia Taubitz |
| 8.  | 24–25 lutego 2024   | Sigulda     | Sprint kobiet                                | Julia Taubitz                                                                                                   | Kendija Aparjode                                                                                            | Emily Sweeney |
| 8.  | 24–25 lutego 2024   | Sigulda     | Jedynki mężczyzn                             | Felix Loch | Kristers Aparjods                                                                                           | Max Langenhan |
| 8.  | 24–25 lutego 2024   | Sigulda     | Sprint mężczyzn                              | Felix Loch | Kristers Aparjods                                                                                           | David Gleirscher |
| 8.  | 24–25 lutego 2024   | Sigulda     | Dwójki kobiet                                | Niemcy Jessica Degenhardt · Cheyenne Rosenthal                                                                  | Włochy Andrea Vötter · Marion Oberhofer                                                                     | Niemcy Dajana Eitberger · Saskia Schirmer                                                                                                  |
| 8.  | 24–25 lutego 2024   | Sigulda     | Sprint dwójek kobiet                         | Włochy Andrea Vötter · Marion Oberhofer                                                                         | Austria Selina Egle · Lara Kipp                                                                             | Niemcy Dajana Eitberger · Saskia Schirmer                                                                                                  |
| 8.  | 24–25 lutego 2024   | Sigulda     | Dwójki mężczyzn                              | Łotwa Mārtiņš Bots · Roberts Plūme                                                                              | Niemcy Tobias Wendl · Tobias Arlt                                                                           | Austria Thomas Steu · Wolfgang Kindl |
| 8.  | 24–25 lutego 2024   | Sigulda     | Sprint dwójek mężczyzn                       | Łotwa Mārtiņš Bots · Roberts Plūme                                                                              | Niemcy Tobias Wendl · Tobias Arlt                                                                           | Włochy Emanuel Rieder · Simon Kainzwaldner                                                                                                 |
| 9.  | 2–3 marca 2024      | Sigulda     | Jedynki kobiet                               | Elīna Ieva Vītola                                                                                               | Anna Berreiter                                                                                              | Merle Fräbel |
| 9.  | 2–3 marca 2024      | Sigulda     | Jedynki mężczyzn                             | Kristers Aparjods                                                                                               | Felix Loch                                                                                                  | Nico Gleirscher |
| 9.  | 2–3 marca 2024      | Sigulda     | Dwójki kobiet                                | Niemcy Jessica Degenhardt · Cheyenne Rosenthal                                                                  | Niemcy Dajana Eitberger · Saskia Schirmer                                                                   | Austria Selina Egle · Lara Kipp |
| 9.  | 2–3 marca 2024      | Sigulda     | Dwójki mężczyzn                              | Łotwa Mārtiņš Bots · Roberts Plūme                                                                              | Niemcy Tobias Wendl · Tobias Arlt                                                                           | Austria Thomas Steu · Wolfgang Kindl |
| 9.  | 2–3 marca 2024      | Sigulda     | Sztafeta mieszana                            | Niemcy Anna Berreiter · Tobias Wendl · Tobias Arlt · Felix Loch · Jessica Degenhardt · Cheyenne Rosenthal       | Łotwa Elīna Ieva Vītola · Mārtiņš Bots · Roberts Plūme · Kristers Aparjods · Anda Upīte · Zane Kaluma       | Stany Zjednoczone Ashley Farquharson · Zachary Di Gregorio · Sean Hollander · Tucker West · Chevonne Forgan · Sophia Kirkby                |

## Klasyfikacje

### Klasyfikacja generalna - jedynki kobiet
| Miejsce | Zawodnik           | Reprezentacja     | Punkty |
| ------- | ------------------ | ----------------- | ------ |
| 1.      | Julia Taubitz      | Niemcy            | 1034   |
| 2.      | Anna Berreiter     | Niemcy            | 791    |
| 3.      | Madeleine Egle     | Austria           | 742    |
| 4.      | Elīna Ieva Vītola  | Łotwa             | 622    |
| 5.      | Lisa Schulte       | Austria           | 616    |
| 6.      | Ashley Farquharson | Stany Zjednoczone | 612    |
| 7.      | Merle Fräbel       | Niemcy            | 611    |
| 8.      | Emily Sweeney      | Stany Zjednoczone | 583    |
| 9.      | Kendija Aparjode   | Łotwa             | 559    |
| 10.     | Natalie Maag       | Szwajcaria        | 522    |
|         |                    |                   |        |
| 23.     | Klaudia Domaradzka | Polska            | 119    |

### Zawody klasyczne - jedynki kobiet
| Miejsce | Zawodnik           | Reprezentacja | Punkty |
| ------- | ------------------ | ------------- | ------ |
| 1.      | Julia Taubitz      | Niemcy        | 734    |
| 2.      | Anna Berreiter     | Niemcy        | 651    |
| 3.      | Madeleine Egle     | Austria       | 622    |
|         |                    |               |        |
| 22.     | Klaudia Domaradzka | Polska        | 119    |

### Sprint - jedynki kobiet
| Miejsce | Zawodnik         | Reprezentacja     | Punkty |
| ------- | ---------------- | ----------------- | ------ |
| 1.      | Julia Taubitz    | Niemcy            | 300    |
| 2.      | Emily Sweeney    | Stany Zjednoczone | 190    |
| 3.      | Kendija Aparjode | Łotwa             | 186    |

### Klasyfikacja generalna - jedynki mężczyzn
| Miejsce | Zawodnik            | Reprezentacja     | Punkty |
| ------- | ------------------- | ----------------- | ------ |
| 1.      | Max Langenhan       | Niemcy            | 970    |
| 2.      | Kristers Aparjods   | Łotwa             | 841    |
| 3.      | Felix Loch          | Niemcy            | 765    |
| 4.      | Jonas Müller        | Austria           | 723    |
| 5.      | David Gleirscher    | Austria           | 655    |
| 6.      | Nico Gleirscher     | Austria           | 653    |
| 7.      | Dominik Fischnaller | Włochy            | 621    |
| 8.      | Wolfgang Kindl      | Austria           | 606    |
| 9.      | Tucker West         | Stany Zjednoczone | 447    |
| 10.     | Jonathan Gustafson  | Stany Zjednoczone | 387    |
|         |                     |                   |        |
| 28.     | Mateusz Sochowicz   | Polska            | 76     |
| 43.     | Arkadiusz Trojga    | Polska            | 31     |

### Zawody klasyczne - jedynki mężczyzn
| Miejsce | Zawodnik          | Reprezentacja | Punkty |
| ------- | ----------------- | ------------- | ------ |
| 1.      | Max Langenhan     | Niemcy        | 710    |
| 2.      | Kristers Aparjods | Łotwa         | 660    |
| 3.      | Jonas Müller      | Austria       | 578    |
|         |                   |               |        |
| 28.     | Mateusz Sochowicz | Polska        | 76     |
| 43.     | Arkadiusz Trojga  | Polska        | 31     |

### Sprint - jedynki mężczyzn
| Miejsce | Zawodnik          | Reprezentacja | Punkty |
| ------- | ----------------- | ------------- | ------ |
| 1.      | Max Langenhan     | Niemcy        | 260    |
| 2.      | Felix Loch        | Niemcy        | 245    |
| 3.      | Kristers Aparjods | Łotwa         | 181    |

### Klasyfikacja generalna - dwójki kobiet
| Miejsce | Zawodnik                              | Reprezentacja     | Punkty |
| ------- | ------------------------------------- | ----------------- | ------ |
| 1.      | Andrea Vötter Marion Oberhofer        | Włochy            | 955    |
| 2.      | Jessica Degenhardt Cheyenne Rosenthal | Niemcy            | 895    |
| 3.      | Dajana Eitberger Saskia Schirmer      | Niemcy            | 886    |
| 4.      | Selina Egle Lara Kipp                 | Austria           | 859    |
| 5.      | Chevonne Forgan Sophia Kirkby         | Stany Zjednoczone | 706    |
| 6.      | Ołena Steckiw Oleksandra Mokh         | Ukraina           | 449    |
| 7.      | Maya Chan Reannyn Weiler              | Stany Zjednoczone | 426    |
| 8.      | Raluca Strămăturaru Carmen Manolescu  | Rumunia           | 420    |
| 9.      | Adikeyoumu Gulijienaiti Jiaying Zhao  | Chiny             | 343    |
| 10.     | Nikola Domowicz Dominika Piwkowska    | Polska            | 293    |

### Zawody klasyczne - dwójki kobiet
| Miejsce | Zawodnik                              | Reprezentacja | Punkty |
| ------- | ------------------------------------- | ------------- | ------ |
| 1.      | Jessica Degenhardt Cheyenne Rosenthal | Niemcy        | 780    |
| 2.      | Andrea Vötter Marion Oberhofer        | Włochy        | 725    |
| 3.      | Dajana Eitberger Saskia Schirmer      | Niemcy        | 661    |
|         |                                       |               |        |
| 10.     | Nikola Domowicz Dominika Piwkowska    | Polska        | 227    |

### Sprint - dwójki kobiet
| Miejsce | Zawodnik                           | Reprezentacja | Punkty |
| ------- | ---------------------------------- | ------------- | ------ |
| 1.      | Selina Egle Lara Kipp              | Austria       | 285    |
| 2.      | Andrea Vötter Marion Oberhofer     | Włochy        | 230    |
| 3.      | Dajana Eitberger Saskia Schirmer   | Niemcy        | 225    |
|         |                                    |               |        |
| 12.     | Nikola Domowicz Dominika Piwkowska | Polska        | 66     |

### Klasyfikacja generalna - dwójki mężczyzn
| Miejsce | Zawodnik                              | Reprezentacja     | Punkty |
| ------- | ------------------------------------- | ----------------- | ------ |
| 1.      | Thomas Steu Wolfgang Kindl            | Austria           | 966    |
| 2.      | Tobias Wendl Tobias Arlt              | Niemcy            | 885    |
| 3.      | Mārtiņš Bots Roberts Plūme            | Łotwa             | 876    |
| 4.      | Hannes Orlamünder Paul Gubitz         | Niemcy            | 736    |
| 5.      | Juri Gatt Riccardo Schöpf             | Austria           | 701    |
| 6.      | Emanuel Rieder Simon Kainzwaldner     | Włochy            | 566    |
| 7.      | Yannick Müller Armin Frauscher        | Austria           | 525    |
| =       | Zachary DiGregorio Sean Hollander     | Stany Zjednoczone | 525    |
| 9.      | Ivan Nagler Fabian Malleier           | Włochy            | 447    |
| 10.     | Dana Kellogg Frank Ike                | Stany Zjednoczone | 406    |
|         |                                       |                   |        |
| 15.     | Wojciech Chmielewski Jakub Kowalewski | Polska            | 306    |

### Zawody klasyczne - dwójki mężczyzn
| Miejsce | Zawodnik                              | Reprezentacja | Punkty |
| ------- | ------------------------------------- | ------------- | ------ |
| 1.      | Thomas Steu Wolfgang Kindl            | Austria       | 741    |
| 2.      | Tobias Wendl Tobias Arlt              | Niemcy        | 660    |
| 3.      | Mārtiņš Bots Roberts Plūme            | Łotwa         | 630    |
|         |                                       |               |        |
| 15.     | Wojciech Chmielewski Jakub Kowalewski | Polska        | 240    |

### Sprint - dwójki mężczyzn
| Miejsce | Zawodnik                              | Reprezentacja | Punkty |
| ------- | ------------------------------------- | ------------- | ------ |
| 1.      | Mārtiņš Bots Roberts Plūme            | Łotwa         | 246    |
| 2.      | Tobias Wendl Tobias Arlt              | Niemcy        | 225    |
| =       | Thomas Steu Wolfgang Kindl            | Austria       | 225    |
|         |                                       |               |        |
| 13.     | Wojciech Chmielewski Jakub Kowalewski | Polska        | 66     |

### Sztafety mieszane
| Miejsce | Reprezentacja     | Punkty |
| ------- | ----------------- | ------ |
| 1.      | Niemcy            | 540    |
| 2.      | Austria           | 446    |
| 3.      | Stany Zjednoczone | 410    |
| 4.      | Łotwa             | 380    |
| 5.      | Włochy            | 300    |
| 6.      | Ukraina           | 290    |
| 7.      | Rumunia           | 205    |
| 8.      | Chiny             | 185    |
| 9.      | Polska            | 148    |
| 10.     | Kanada            | 50     |